# 2002年金馬國際影展
2002年金馬國際影展是在2002年11月1日至11月16日，於臺灣台北舉辦的影展。

## 簡介
參展影片如下：
- 雅克·贝汉《迁徙的鸟》

## 外部連結
- 金馬國際影展（页面存档备份，存于）